# 中上千鶴
中上 千鶴（なかがみ ちづる、1979年4月13日 - ）は1990年代半ばに放送されたTBSラジオ「シンデレラドリーム ミッドナイト☆パーティー」のパーソナリティ。神奈川県出身。明治学院大学卒業。

## 略歴
1994年9月に当時落成したばかりのTBS新放送センター（通称ビッグハット）でTBSラジオ主催の第2回シンデレラドリームオーディションに最年少15歳（中学3年生）で合格。中学生でこのオーディションに合格したのは彼女のほかには、前年1993年の第1回の松宮麻衣子の2人だけ。10月から同局の深夜番組「シンデレラドリーム ミッドナイト☆パーティー」（以下ミッドナイト☆パーティーと略す）でデビューした。最初はレギュラーメンバーには加わなかったものの、毎月行われる定期イベントに参加した。11月に行われたイベント第1回の「松宮麻衣子TOMATOスタジオ」では芹川ゆかりや平塚優子ら同じ第2回オーディションに合格した2期生シンデレラと一緒にゲスト参加した。
そして高校に進学した1995年4月、これまで月曜深夜2部（26:00～27:00・火曜午前2:00～3:00）を担当していた松宮麻衣子が1部（24:00～26:00・同0:00～2:00）に昇格したため、その後をうけて2部担当することになった。西村知美似の女の子っぽいかわいい声と美人顔は男性ファンをとりこにした。しかし声のトーンが低いから、雑音混じりで受信して聞いているところでは、時々音負けして雑音でかき消されることもあったという。番組内容は普段男性では恥ずかしくて聞けないちょっとした女性の秘密などに答える"千鶴の教えてア･ゲ･ル"（「おしえてア・ゲ・ル」は当時TBSテレビで放送終了前にイベント告知などをする番組名からとったもの）や自身が大いに関心あった環境問題について考える"千鶴のHappy Together"、番組中に体操をする"千鶴のWakeupコーナー"まであり、自身担当の番組のコーナーにはほとんど"千鶴の"が頭についていた。また自身のメッセージ入りネームカード（名刺）を毎週リスナーにプレゼントしていた。さらに時々だが「TV版!ミッドナイト☆パーティー」にも録画出演していた。放送は僅か10月まで半年だったが、放送終了後には後継番組の「ウィークエンド・ミッドナイト☆パーティー」に松宮麻衣子のコーナーで数回ゲスト出演していた。
1996年3月末の番組出演を最後にファンの前に姿を見せることはなくなったが、4月からニュージーランドへ1年間留学。大学進学後は留学経験者で集まる団体「国際ロータリー第2780地区ROTEX」の会長をつとめた。

## M☆Pシンデレラの活躍
- ヤングジャンプ（集英社・1994年9月）　
  - 第2回シンデレラドリームオーディションで予選通過者はこの雑誌で掲載。そして彼女を含む5人の合格者発表の時も改めて掲載された。
- シンデレラドリーム ミッドナイト☆パーティー（TBSラジオ・1994年10月～1995年10月）
  - 1994年10月～1995年3月　ラジオ出演はなく、定期イベントのみ出演
  - 1994年11月　松宮麻衣子主催イベント「松宮麻衣子TOMATOスタジオ」にゲスト出演
  - 1994年11月～1995年9月　「TV版!ミッドナイト☆パーティー」（TBSテレビ）時々出演
  - 1995年4月～10月　月曜深夜2部（26:00～27:00・火曜午前2:00～3:00）担当。
    - 8月に1回だけ戦後50年特別番組のため番組が休止になった以外はすべて出演。
- ウィークエンド・ミッドナイト☆パーティー（TBSラジオ・1995年10月～1996年3月）
  - 「松宮麻衣子のあのね、それはね」に数回ゲスト出演